# Castillon-de-Larboust
Castillon-de-Larboust település Franciaországban, Haute-Garonne megyében. Lakosainak száma 81 fő (2022. január 1.). Castillon-de-Larboust Billière, Cazeaux-de-Larboust, Saint-Aventin és Benque-Dessous-et-Dessus községekkel határos.

## Népesség
A település népességének változása:
| Lakosok száma | 67   | 65   | 86   | 69   | 50   | 45   | 63   | 74   | 76   | 81   |
|               | 1968 | 1982 | 1990 | 2006 | 2013 | 2015 | 2017 | 2019 | 2020 | 2022 |